# CAPZA2
CAPZA2 (англ. Capping actin protein of muscle Z-line alpha subunit 2) – білок, який кодується однойменним геном, розташованим у людей на короткому плечі 7-ї хромосоми.  Довжина поліпептидного ланцюга білка становить 286 амінокислот, а молекулярна маса — 32 949.
| 10         |  | 20         |  | 30         |  | 40         |  | 50         |
| ---------- |  | ---------- |  | ---------- |  | ---------- |  | ---------- |
| MADLEEQLSD |  | EEKVRIAAKF |  | IIHAPPGEFN |  | EVFNDVRLLL |  | NNDNLLREGA |
| AHAFAQYNLD |  | QFTPVKIEGY |  | EDQVLITEHG |  | DLGNGKFLDP |  | KNRICFKFDH |
| LRKEATDPRP |  | CEVENAVESW |  | RTSVETALRA |  | YVKEHYPNGV |  | CTVYGKKIDG |
| QQTIIACIES |  | HQFQAKNFWN |  | GRWRSEWKFT |  | ITPSTTQVVG |  | ILKIQVHYYE |
| DGNVQLVSHK |  | DIQDSLTVSN |  | EVQTAKEFIK |  | IVEAAENEYQ |  | TAISENYQTM |
| SDTTFKALRR |  | QLPVTRTKID |  | WNKILSYKIG |  | KEMQNA     |  |            |

A: Аланін

C: Цистеїн

D: Аспарагінова кислота

E: Глутамінова кислота

F: Фенілаланін

G: Гліцин

H: Гістидин

I: Ізолейцин

K: Лізин

L: Лейцин

M: Метіонін

N: Аспарагін

P: Пролін

Q: Глутамін

R: Аргінін

S: Серин

T: Треонін

V: Валін

W: Триптофан

Кодований геном білок за функцією належить до кепінгів актину. 
Білок має сайт для зв'язування з молекулою актину. 